# Монтажна піна

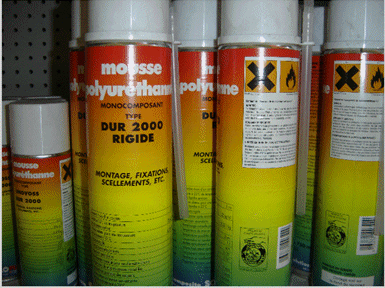
Монтажна піна в аерозольному пакуванні

Монта́жна пі́на — будівельний матеріал, поліуретанова піна, що застигає під впливом вологи, з повітря. Застосовується для монтажу та ущільнення дверних коробок, віконних рам і інших конструкцій, для ізоляції розвідної мережі, ущільнення швів і тріщин, заповнення різних порожнеч. Випускається в балонах.
Монтажні піни бувають дво- і однокомпонентними, випускаються під різними торговими марками, різними за якістю і властивостям.

## Зимова піна
Монтажна зимова піна застосовується для монтажу і ущільнення як при низьких так і при високих температурах довкілля. При низьких температурах (до −10 °C) не розпадається, а вихід з балона максимальний. Значно відрізняється за хімічним складом від літньої піни. Взимку температура балона має бути не нижче за нуль (краще якщо вище, біля +10 °C), поверхня не має бути покрита льодом, інієм або снігом. При температурах нижче −10 °C полімеризується від 4-х до 7-ми діб (не можна в цей період чіпати, різати тощо).
Очищувач піни — аерозоль. Універсальним очищувачем монтажної піни можна розчинити і очистити свіжі плями, залишені монтажною піною на одязі і поверхні будь-якого матеріалу, відмити руки. Очищувач піни також застосовується для промивки професійних інструментів — пістолетів для піни.